# Paso de Carrasco
Paso de Carrasco è una città dell'Uruguay, situata nel Dipartimento di Canelones.